# Прокопович Сава
Прокопо́вич Са́ва Проко́пович (? — 1701) — козацький політичний діяч. 
Сотник воронізький (1669), підписав Глухівські статті, посланець гетьмана Д. Многогрішного до Москви 1669 р., переяславський полковий писар (1671), писар генерального суду; генеральний писар (1672—1687), генеральний суддя (1687—1701). Родоначальник роду Савичів.
Походив, імовірно, із середовища київських бояр, які були тісно пов’язані з українським козацтвом. У документах П. вперше згадується під 1669 як сотник Воронезької сотні Ніжинського полку. Брав участь в укладенні Глухівських статей 1669. Того ж року за дорученням гетьмана  Д.Многогрішного їздив у посольство до Москви. 1671 деякий час очолював (імовірно як наказний полковник) Переяславський полк; невдовзі отримав призначення на посаду писаря Генерального військового суду. На генеральній військовій раді в Козацькій Діброві під Конотопом 1672 обраний на уряд генерального писаря.
У березні 1677 разом із генеральним суддею І.Домонтовичем і стольником П.Алмазовим супроводжував колишнього гетьмана Правобережної України П.Дорошенка до Москви, де був представлений російському цареві Федору Олексійовичу.
1687 П. брав участь у змові генеральних старшин В.Борковського, М.Вуяхевича, регента Генеральної військової канцелярії В.Л.Кочубея, колишніх полковників Г.Гамалії, Я.Лизогуба, С.Забіли та ін. проти гетьмана І.Самойловича. Напередодні генеральної військової ради на р. Коломак (притока Ворскли, бас. Дніпра) в липні 1687 П. номінований на уряд генерального судді. Активний учасник російсько-турецької війни 1676—1681 та Кримських походів 1687 і 1689. Улітку 1689 у складі посольства супроводжував гетьмана І.Мазепу в поїздці до Москви. 1690 року призначається наказним гетьманом на час відсутності Мазепи в Батурині.